# Johannes Didericus Crol
Johannes Didericus Crol (1806 - Voorburg, 18 augustus 1870) was in de periode tussen 13 juli 1859 tot 16 april 1866 Gouverneur van Curaçao geweest. Daarvoor was hij gezaghebber van Sint Maarten. Zijn bewind werd gekenmerkt door twee belangrijke gebeurtenissen: de vrijverklaring der slaven in 1863 en de invoering van het nieuwe regeringsreglement in 1866.